# Quartier Laflèche
Pour les articles homonymes, voir Laflèche.
Laflèche, ou Mackayville, est un quartier de l'arrondissement de Saint-Hubert, dans la ville de Longueuil, au Québec (Canada).
Il est délimité par le boulevard Taschereau (R-134) à l'ouest, par le boulevard Sir-Wilfrid-Laurier (R-112 / R-116) au nord, par le chemin de fer du Canadien National situé dans l'axe du boulevard Kimber à l'est et par la rue Soucy au sud. 

## Histoire
Laflèche est un quartier de nature essentiellement populaire dont les habitations et autres bâtiments ont été principalement construits entre 1930 et 1960. Au début du XXe siècle, le territoire fait partie de la municipalité de paroisse de Saint-Antoine de Longueuil et est connu alors sous le terme de St. Lambert Heights. Toutefois, l'usage du vocable Mackayville pour désigner le secteur s'est de plus en plus imposé, en l'honneur d'un notaire montréalais qui en avait géré le développement dès les années 1920.  
Durant cette décennie, le secteur assiste à l'ouverture de sa première école constituée de plus qu'une salle de classe et de son premier bureau de poste, après l'arrivée d'une quarantaine de familles. En 1925, la paroisse est fondée et un presbytère est construit deux ans plus tard. Le manque de logements à Montréal et la crise économique de 1929 contribuent par ailleurs à l'attrait que représente Mackayville pour la population ouvrière. En 1947, Mackayville se sépare de la paroisse de Saint-Antoine de Longueuil et obtient le statut de ville, et ce, au même moment où la Ville de Jacques-Cartier est constituée avec les parties restantes de Saint-Antoine de Longueuil. À ce moment, la Mackayville compte une population d'environ 4 000 habitants sur les 13 000 que comptait l'ensemble de la municipalité de paroisse. 
À la suite de l'ouverture du pont Jacques-Cartier en 1930, et jumelé à l'usage croissant de l'automobile, plusieurs familles ouvrières de Montréal iront vivre sur la rive-sud et Mackayville prendra forme grâce à ce flux de population. Ce nouveau développement, à l'extrémité nord de la ville de Saint-Lambert, était cependant relié à Montréal dès novembre 1912 par une ligne de tramway utilisant le pont Victoria. C'était la compagnie Montréal & Southern Counties qui en assurait le service et ce, jusqu'au démembrement du système en 1956. L'un des arrêts les plus fréquentés était celui du magasin général, à l'intersection de la Grande Allée et du boulevard Édouard, qui fut par la suite transformé en dépanneur Perrette. 
La Ville de Mackayville change de nom le 5 mars 1959 pour devenir la Cité de Laflèche. Ce nom avait été suggéré par le premier ministre du Québec, Maurice Duplessis, en mémoire d'un évêque de Trois-Rivières, sa ville natale. À son tour, la cité de Laflèche est fusionnée à Saint-Hubert le 30 octobre 1971.

### Administration
La liste suivante répertorie les différentes personnes ayant occupé la fonction de maire de Mackayville, puis de Laflèche après 1959. 
- 1947-1949 : J. W. Gendron
- 1949-1953 : Lucien Tapin
- 1953-1957 : Édouard Charruau
- 1957-1962 : Paul Provost
- 1962-1963 : Henri Cyr
- 1963-1965 : Alexandre Girard
- 1965-1969 : Gérard Philipps

## Urbanisme

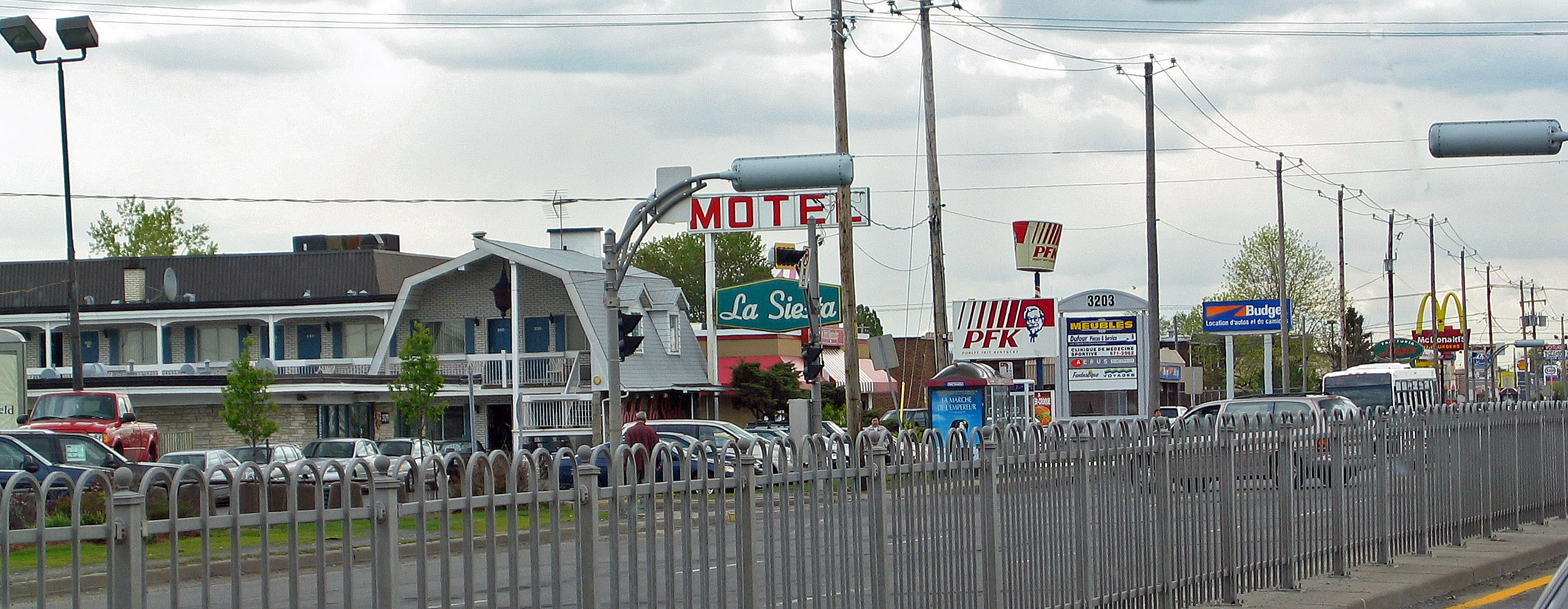
Vue de Laflèche à partir du boulevard Taschereau.

Durant les années 1970, le quartier était connu sous le vocable du Petit Saint-Henri de la Rive-Sud par les résidents de la banlieue sud de Montréal. Longtemps objet de dérision pour ses rues en terre, c'est vers 1956 qu'un système d'égout est implanté et que les rues sont pavées.
Le quartier Laflèche est réputé pour ses minuscules maisons fabriquées à l'aide de madriers goudronnés provenant de l'industrie ferroviaire. Une bonne partie des premiers résidents du quartier travaillaient aux usines du Canadien National à Pointe-Saint-Charles et ceux-ci pouvaient en « sortir » de gros morceaux de bois une fois le moment venu de construire leurs maisons.
Cependant, la plus vieille maison du quartier est située sur la rue Duke, construite à la fin du XVIIe siècle, à l'époque de la seigneurie de Longueuil.

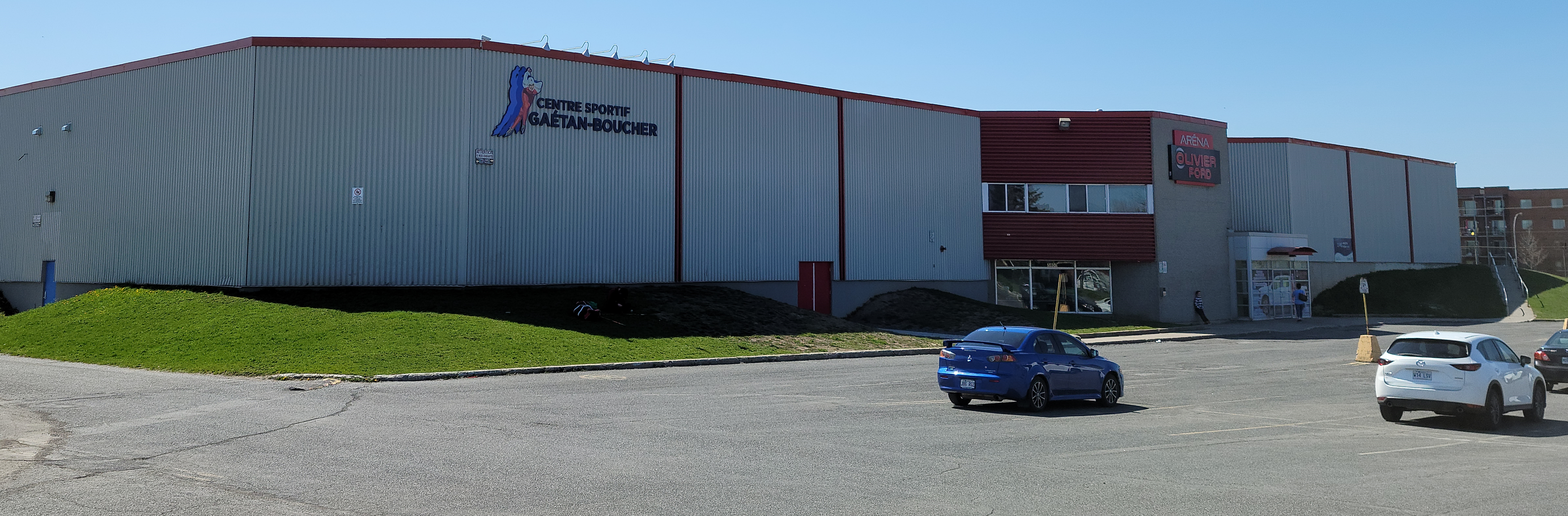
Le centre sportif Gaétan-Boucher, situé à Laflèche.

Plus récemment et particulièrement depuis les années 2010, le quartier est convoité par les entrepreneurs immobiliers qui achètent et démolissent les bungalows d'un étage construits durant les années 1960 et 1970 afin de les remplacer par des constructions de plus d'un étage abritant souvent plus d'une seule unité, le tout contribuant à une densification plus soutenue du secteur. 